# أنتي سانت أندريه

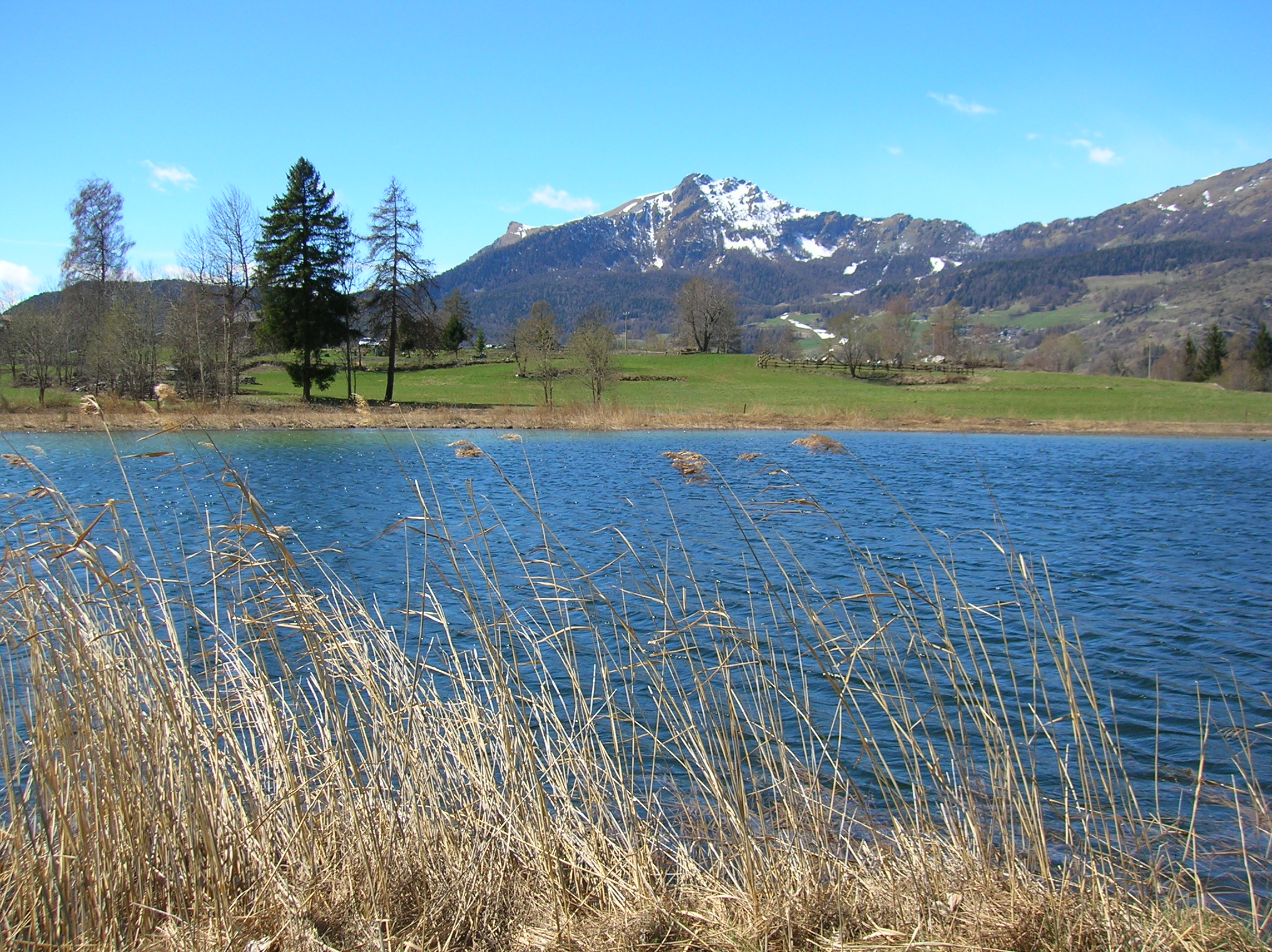
بحيرة اللد

أنتي سانت أندريه (فالدوتان : Antèy) هي بلدِيّة في منطقة وادي أوستا في شمال غرب إيطاليا.

## فرازيوني
فرازيوني (تسمى محليًا هامو، باللغة الفرنسية ) والقرى أو القرى الصغيرة الأخرى تشمل: أفوت، بورغ، بويسون، سيريّان، شاليّن، شيسين، كوفالو، إبيلون، فيرناز، فايلي، قراند مولان، أيرين، ليكس، ليلاز، اللد، مولان، نافيلود، نوسان، نوارساز، بيتي أنتي، روفير، فيليتا.

## المدن التوأم - المدن الشقيقة
توأمة أنتي سانت أندريه مع:
- سانت أندريا أبوستولو ديلو إيونيو، إيطاليا
- مورناك سور سودري, فرنسا
- Les Mathes, فرنسا